# Xã Case, Michigan
Xã Case (tiếng Anh: Case Township) là một xã thuộc quận Presque Isle, tiểu bang Michigan, Hoa Kỳ. Năm 2010, dân số của xã này là 903 người.